# غوردون واتسون (لاعب كرة قدم)
غوردون واتسون (بالإنجليزية: Gordon Watson)‏ (20 مارس 1971 في المملكة المتحدة - ) هو لاعب كرة قدم بريطاني في مركز الهجوم. شارك مع منتخب إنجلترا تحت 21 سنة لكرة القدم. أما مع النوادي، فقد لعب مع برادفورد سيتي وتشارلتون أثلتيك وشيفيلد وينزداي ونادي بورتسموث ونادي بورنموث ونادي ساوثهامبتون ونادي هارتلبول يونايتد.

## وصلات خارجية
- غوردون واتسون على موقع قاعدة بيانات كرة القدم.إي يو (الإنجليزية)
- غوردون واتسون على موقع عالم كرة القدم.نت (الإنجليزية)